# Le Virtuose (film, 2021)
 (mars 2022).
Si vous disposez d'ouvrages ou d'articles de référence ou si vous connaissez des sites web de qualité traitant du thème abordé ici, merci de compléter l'article en donnant les références utiles à sa vérifiabilité et en les liant à la section « Notes et références ».
Pour les articles homonymes, voir Virtuose, Le Virtuose (film, 1921), Le Virtuose (film, 2014) et Les Virtuoses.
Pour plus de détails, voir Fiche technique et Distribution.
Le Virtuose (The Virtuoso) est un thriller américain réalisé par Nick Stagliano, sorti en 2021.

## Synopsis
Afin d'honorer une dette à son mentor, un tueur à gages, surnommé « le Virtuose », accepte un dernier contrat dans une petite ville rurale où il doit assassiner une cible. Or, il ne possède que deux informations sur elle : le lieu qu'elle fréquente, soit un restaurant, et l'horaire auquel elle s'y rend. N'importe quel client peut donc être sa proie, dont une serveuse qui s'intéresse à lui ou encore un policier qui s'interroge sur les raisons de sa venue...

## Fiche technique
- Titre original : The Virtuoso
- Titre français : Le Virtuose
- Réalisation et production : Nick Stagliano
- Scénario : James C. Wolf
- Musique : Brooke et Will Blair
- Photographie : Frank Prinzi
- Montage : James LeSage
- Sociétés de production : Nazz Productions, 120dB Films et Double Dutch International
- Société de distribution : Lionsgate Films
- Pays d'origine :  États-Unis
- Langue originale : anglais
- Format : couleur
- Genre : thriller
- Durée : 110 minutes
- Dates de sortie : 
  -  États-Unis : 30 avril 2021
  -  France : 9 juin 2022 (DVD)
- Classification :
  -  États-Unis : R (interdit aux moins de 17 ans non accompagnées)
  -  France : Interdit aux moins de 12 ans lors de sa sortie en vidéo à la demande et à la télévision.

## Distribution
- Anson Mount : le Virtuose
- Abbie Cornish : la serveuse
- Anthony Hopkins (VF : Jean-Pierre Moulin) : le mentor
- Eddie Marsan (VF : Jérôme Keen) : le solitaire
- David Morse : le policier
- Richard Brake : le beau Johnnie
- Diora Baird (VF : Amandine Vincent) : la petite amie de Johnnie
- Chris Perfetti : le réceptionniste de l'hôtel